# 秋田県育英会東京寮
秋田県育英会東京寮（あきたけんいくえいかいとうきょうりょう）は、財団法人秋田県育英会が管轄する東京都世田谷区に位置する男子学生寮。秋田県出身者のための県人寮。通称「秋田寮」。

## 運営環境
- 所在地……東京都世田谷区北沢1丁目41-22
  - 京王井の頭線池ノ上駅から徒歩約3分
- 建物構造……鉄筋コンクリート。本館は2階建。別館は3階建。
- 収容定員……119名。(全て個室)
  - 2015年4月1日現在、100名が居住
- 個室の設備……ベッド、机、椅子、部屋の照明、クローゼット、エアコン、テレビ端子。
- 共同の設備……食堂、自転車置き場、洗濯室、シャワー室、浴室。
- 経費
  - 入寮費：35000円
  - 家賃：33000～35000円
  - 食費：3000円～
    - 朝食：250円
    - 夕食：450円
- 洗濯機には1回30分100円が必要である

## 沿革
明治36年開設の秋田育英館に始まり、関東大震災後現在地（世田谷区）に移転。平成6・7年度に改築・改修し、収容人数119名（個室）となる。

## 運営環境の詳細
下北沢商店街までは徒歩10分程度で、多くの寮生が買い物やアルバイト等、日常生活に利用している。
最寄り駅は池ノ上駅であるが、通っている大学の位置により、下北沢駅を利用する寮生も多い。
多くの寮生がアルバイト・部活動・サークル活動・ボランティアを活発に行っている。

## 入寮の条件
- 秋田県出身者であること
- 寮から通学できる範囲の大学・短期大学・専修学校に入学し、1年に在学すること
- 秋田県育英会の奨学金貸与を受けていないこと

## 寮則(抜粋)
- 第1条　本則は、寮生が学生としての誇りと良識により、自らの責任において寮の生活を営むことを目的とする。
- 第7条　食事の申込は毎食48時間前に食事表に記入するものとする。
- 第19条　寮内において、特定の政党または宗教団体のための政治活動、布教行為はこれをしてはならない。
- 第20条　寮内において斡旋販売をしてはならない。

※クロックスは2011年より禁止。

## 2013年現在の秋田県育英会東京寮について
- 現在は挨拶練習は存在しない。
- 寮内は禁煙である。アルコールの過剰摂取も御法度である。
- 最近では自炊によるゴミの問題が発生している。
- 2013年度に千里眼部が発足した。現在随時部員を募集している。
- 寮の食事にはカレー、さらにはナポリタンから煮物にいたるまで幅広く鷹の爪が利用されている。
- 入寮当初から別館入居ということもある。こればかりは運であるが、１年目から別館に入居できると家具の幅が広がる。

## 周辺施設に関して
- 京王井の頭線池ノ上駅まで徒歩2分
- 小田急線下北沢駅まで徒歩10分程度
- 渋谷まで130円、新宿まで160円と交通の便に不便はない。
- ファミリーマートまで徒歩1分
- セブンイレブンまで徒歩1分
- マイバスケットまで徒歩2分
- 池の上駅周辺はコンビニ激戦区であり生活上不便は少ない。
- 惣菜屋「フランス屋」がある。齢100歳を超えるだろう店主の惣菜は数多くの寮生をうならせてきた。ちなみに惣菜単品で頼むのではなく弁当形式にして頼むとお得である。よく大手ステーキ・ハンバーグチェーン店ふらんす亭と間違われる。
- ジロー系ラーメン「千里眼」(通称:秋田寮のエネルギー源)まで徒歩10分の距離にあり多数の寮生が利用している。また、数多くの寮生が挑み涙を飲んできた「豚ダブル全マシマシ」を完食することが「千里眼部」の目標であり悲願である。

## 退寮処分に関して
管理運営規定第13条によるものの他、下記のものは退寮とする。
- 1.不注意による失火（小火を含む）
- 2.学生の身分を喪失した者
- 3.学業成績により留年した者
- 4.寮費を滞納した者
- 5.他人のものを窃盗した者（未遂の者を含む）
- 6.寮生間の暴力行為及び金品強要をした者
- 7.寮設備品を故意に破損、汚損、無断改造及び寮外持出しをした者
- 8.異性を寮室に入室、宿泊させた者
- 9.寮内における麻雀
- 10.始末書が3度目の者
- 11.寮則の禁止事項に違反した者（細則を含む）

（寮則より抜粋）